# Alla tiders krigare
Alla tiders krigare är en svensk kortfilm från 1941 i regi av Ragnar Arvedson. Den består av avsnitt ur filmen Kustens glada kavaljerer.

## Rollista
- Åke Söderblom – Jocke, ett biträde hos grosshandlaren
- Karl-Arne Holmsten – Harry Westerberg, son till grosshandlaren
- Thor Modéen – Karl T. Westerberg, grosshandlare
- Rut Holm – Mina, marketenterska

### Fotnoter
1. ↑  ”Alla tiders krigare”. Svensk Filmdatabas. http://www.sfi.se/sv/svensk-filmdatabas/Item/?itemid=61703&type=MOVIE&iv=Basic&ref=/templates/SwedishFilmSearchResult.aspx?id%3d1225%26epslanguage%3dsv%26searchword%3dalla+tiders+krigare%26type%3dMovieTitle%26match%3dBegin%26page%3d1%26prom%3dFalse. Läst 15 mars 2013.